# Aylmer Bourke Lambert
Aylmer Bourke Lambert (Bath, 2 febbraio 1761 – Kew, 10 gennaio 1842) è stato un botanico britannico; fu uno dei primi membri della Linnean Society of London.

## Biografia
Aylmer Bourke Lambert nacque a Bath, in Inghilterra, il 2 febbraio 1761, figlio di Edmund Lambert di Boyton House e Bridget Bourke. La madre di Lambert morì nel 1773, lo stesso anno in cui la famiglia di Aylmer ereditò alcune proprietà in Giamaica e in Irlanda. Lambert studiò alla Newcome's School e poi continuò la sua formazione all'Università di Oxford.
Nel 1788 Lambert fu uno dei fondatori della Linnean Society of London. Nel 1796 il botanico fu nominato uno dei quattro vicepresidenti della Linnean Society da James Edward Smith. Lambert mantenne questa carica fino alla propria morte, avvenuta nel 1842. Fu inoltre membro della Royal Society di Londra dal 1791; nel 1810, Joseph Banks lo elesse membro del Consiglio della Società.

## Pubblicazioni

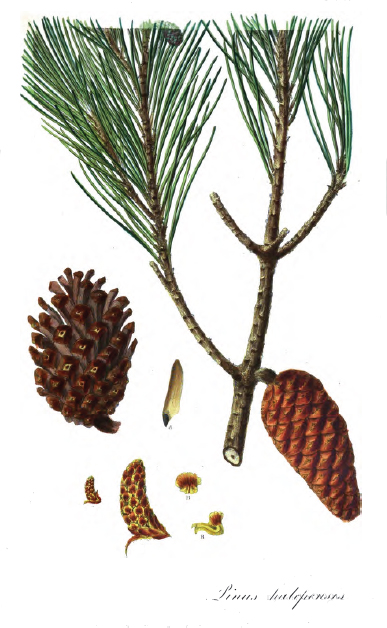
Illustrazione degli aghi e degli strobili di Pinus halepensis contenuta nella guida A description of the genus Pinus

È conosciuto soprattutto per la sua opera A description of the genus Pinus, pubblicata in più parti tra il 1803 e il 1824, una guida specialistica che descriveva le conifere all'epoca conosciute e classificate. Una seconda edizione del manuale fu pubblicata tra il 1828 e il 1837; una terza edizione, più piccola, fu pubblicata nel 1832. Molte delle conifere scoperte da David Douglas e da altri, inclusa la sequoia della California (Sequoia sempervirens), furono descritte per la prima volta nei libri di Bourke Lambert. Molte di queste descrizioni in realtà sono state realizzate da collaboratori di Lambert, come il botanico David Don, suo connazionale.
Lambert acquisì un'importante collezione di erbari, tra cui quelle appartenenti a Johann Reinhold Forster, Archibald Menzies e Henry de Ponthieu. Accumulò inoltre una vasta collezione di reperti e di illustrazioni di specie botaniche dell'Australia. Tra i contributori a queste collezioni figuravano il governatore Arthur Phillip, il chirurgo John White, il colonnello William Paterson, il maggiore Robert Ross, il maggiore Francis Grose e il politico Philip Gidley King.
La collezione di Lambert di circa 50 000 campioni di piante, insieme alla sua vasta biblioteca, fu fruita da scrittori e botanici, tra cui Robert Brown, Augustin Pyrame de Candolle, Carl Friedrich Philipp von Martius, George Don e David Don. Dopo la sua morte, il suo archivio fu messo all'asta e venduto in 317 lotti; molti degli esemplari arborei conservati da Lambert si trovano in collezioni botaniche sparse per il mondo.

## Eponimia
Lambert è l'eponimo del nome scientifico del pino da zucchero (Pinus lambertiana), del genere di piante angiosperme Lambertia e di Malurus lamberti, noto con il nome comune di "scricciolo fatato variegato".